# San Marcos (Nicaragua)
San Marcos es un municipio del departamento de Carazo en la República de Nicaragua.

## Geografía
El término municipal limita al norte con el municipio de La Concepción, al sur con los municipios de Diriamba y Jinotepe, al este con el municipio de Masatepe y al oeste con el municipio de San Rafael del Sur.
La cabecera municipal está ubicada a 37 kilómetros de la capital de Managua. Está ubicado en la Meseta de los Pueblos, en una región de actividad económica de agro exportación. Goza de una posición geográfica importante que le ha permitido históricamente ofrecer a sus habitantes una mayor cantidad de servicios sociales que otros municipios cercanos.
San Marcos se encuentra ubicado en el corazón de la meseta de Carazo, en la parte noroccidental de la región sur de Nicaragua. Las variaciones en las alturas del terreno no son muy marcadas y no existen picos de importancia. No existen en el municipio lagunas, ríos y solamente en la parte noroccidental existen accidentes geográficos como quebradas y cañadas.

## Historia
La mayoría de la población del municipio es de origen mestizo (mezcla de indio con español), náhuatl o chorotega, con rasgos tradicionales. El Padre Osorio, de origen español llegó a la zona y tuvo el presentimiento que habría un terremoto, y comenzó a orar diciendo "San Marcos Salvados"; después puso una imagen del santo en la pila de agua de Sapasmapa, separando así el nuevo pueblo del de La Concepción. En 1820 se le concedió el título de Pueblo, posteriormente fue elevado a rango de Villa en el año 1905 y al de Ciudad el 17 de marzo de 1917.

## Demografía
San Marcos tiene una población actual de 33,457 habitantes. De la población total, el 48.8% son mujeres y el 51.2% son hombres. Casi el 65.8% de la población vive en la zona urbana.

## Naturaleza y clima
Cuenta con un clima tropical de sabana que se caracteriza por ser relativamente fresco. La temperatura media anual oscila entre los 23 y 27 °C. La precipitación varía entre los 1200 y 1400 mm, caracterizándose por una buena distribución durante el año.
Los suelos son de muy buena calidad, con una capa vegetal o material orgánico de gran fertilidad que consiste en tierra vegetal de franco arenoso a franco arcilloso, concentrándose en las comunidades de Pacaya y el Dulce Nombre. Pese al fuerte despale al que fue sometido con el Programa de Conarca, todavía en sus alrededores se aprecian los campamentos de haciendas cuyas huellas revelan que en determinado momento fueron lugares de emporio de la flor del cafeto.

## Localidades
La jurisdicción de San Marcos comprende 16 barrios y 24 comunidades rurales: La Cruz, Las Esquinas, Marvin Corrales, San Pedro/Molinas, El Tanque, Martín López, Brasil, La Chona, Los Marqueses, Santa Clara, Villa Carazo, Concepción de María, San Juan del Chorizo, Los Aguirre, Brasilito, Óscar Baltodano, Fátima, Ojoche Agua, San Miguel, Mauricio Duarte, Los Tubos, Dulce Nombre, Brucelas y Edmundo Hernández.

## Economía
La actividad económica fundamental es la agropecuaria, teniendo mayor importancia dentro de la actividad primaria el sector agrícola; existen grandes áreas o plantíos dedicados al cultivo del café, granos básicos, cítricos y hortalizas, entre otros. Cabe mencionar que existe una pequeña industria artesanal, algún tipo de agroindustria (beneficio de café) y una fábrica de plástico.

## Cultura
Las fiestas patronales en el municipio se celebran el 24 y 25 de abril, en homenaje al Santo Patrono Marcos Evangelista, al cual se debe el nombre de la ciudad. En estas fiestas locales se acostumbran los bailes folklóricos como: Los Diablitos, El Güegüense, El Toro Huaco, el baile de Las Inditas y el baile de la Vaquita de San Marcos es el más representativo de la ciudad. También existió el baile de Los Pañuelos que actualmente no se practica.
El día 24 de abril se realiza el "Tope" de las imágenes de Nuestra Señora de Monserrat, patrona del municipio de La Concepción, en el lugar conocido como las pilas de Sapasmapa, luego con Santiago, patrón de la ciudad de Jinotepe, y San Sebastián, patrono de Diriamba en el lugar conocido como el "mojón".

## Turismo
San Marcos se encuentra en el circuito turístico que conduce desde Managua a través de los Pueblos Blancos de regreso a la capital. Si bien el turismo de excursiones de las capitales contribuye a la vivacidad del casco urbano, preferentemente los fines de semana, los estudiantes de la pequeña universidad Ave María lo hacen durante la semana. La estructura turística con el Hotel Casablanca y el Café Casona queda clara.

## Religión

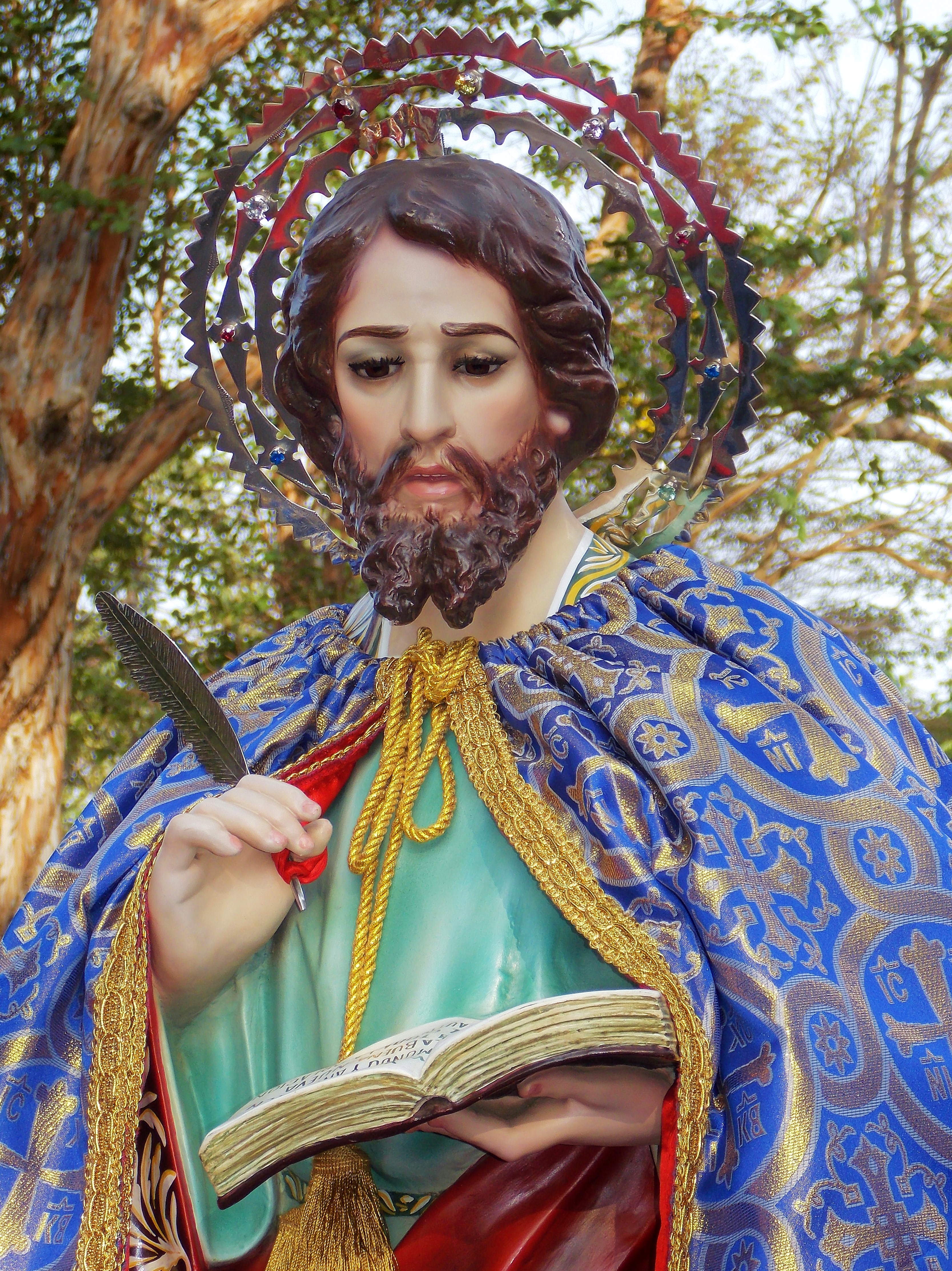
Imagen de San Marcos venerada en Nicaragua.

San Marcos Evangelista es el santo patrono de este municipio, herencia de la colonización española. Son fervientes seguidores de las tradiciones católicas españolas. Por ejemplo, la festividad más notoria, donde se reúne mucha gente cada año, es la celebración de su patrón San Marcos. La Iglesia Parroquial Católica de San Marcos, en medio de la plaza del pueblo, es un legado de la influencia española, como se puede apreciar en su construcción y diseño.

## Educación

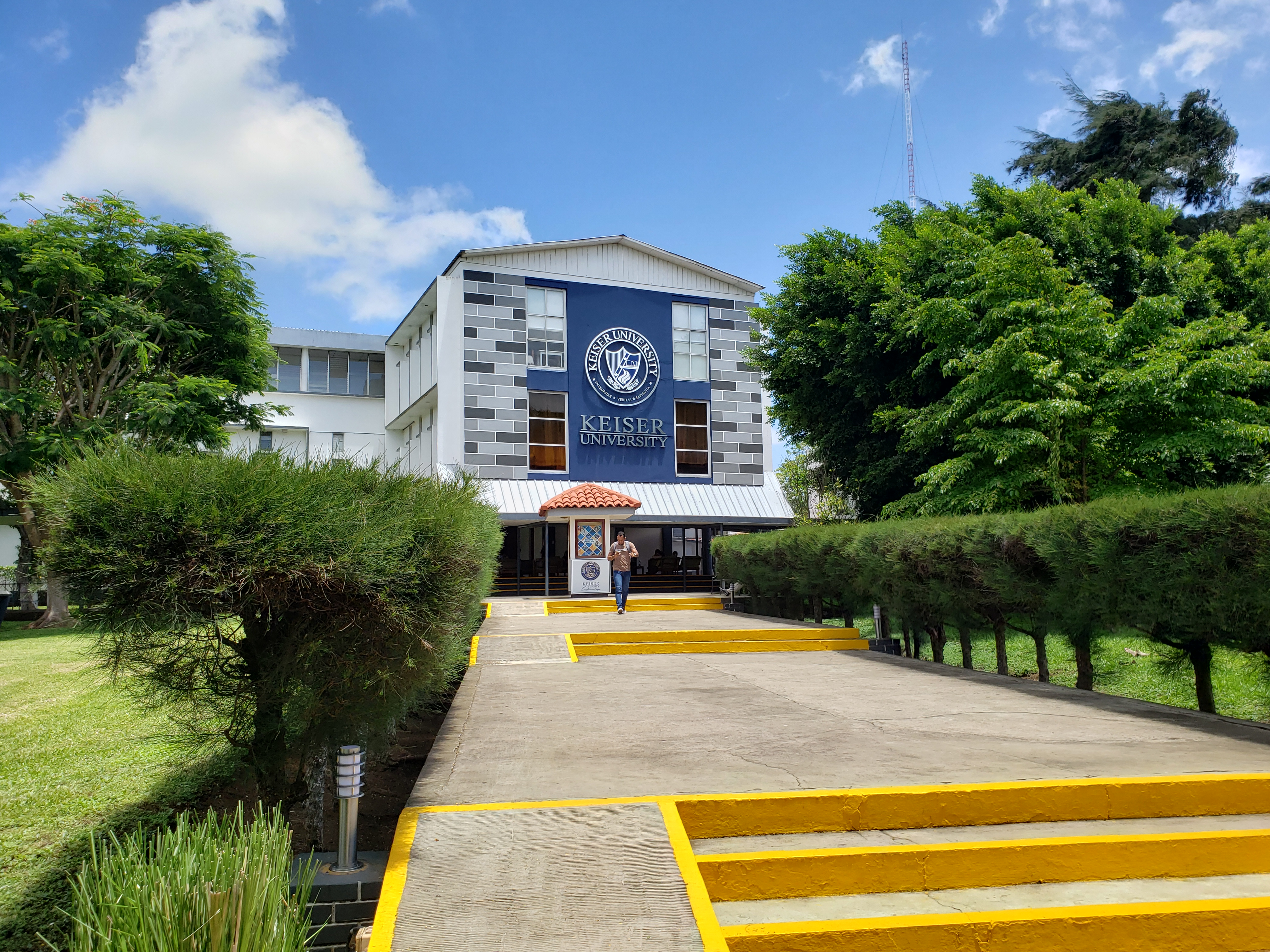
Sede de Keiser University-Latin American Campus

San Marcos es sede de Keiser University-Latin American Campus, un campus de Keiser University (con sede en Fort Lauderdale, Florida, Estados Unidos), otorgando a San Marcos el prestigio de University City. El Keiser University-Latin American Campus es quizás la única institución de educación superior acreditada en los Estados Unidos que otorga títulos en Nicaragua y la mayor parte de la región. 20 años de su fundación (el campus de San Marcos fue sede de la University of Mobile (1993) y la Ave Maria University (hasta julio de 2013), los exalumnos del Latin American Campus han ido a trabajar y estudiar en programas de posgrado en América, Estados Unidos y el mundo, han establecido un estándar internacional de éxito profesional y académico, recibiendo estudiantes de toda Centroamérica y Estados Unidos, el Keiser University-Latin American Campus ocupa el edificio donde se encuentra la famosa Normal de Señoritas Salvadora Debayle de Somoza. Esta era una institución que educaba a niñas para convertirse en maestras de escuela primaria. También fue el anfitrión de estudiantes de todo el país y Centroamérica.